# Clan Mōri (Ōmi)
Il clan Mōri (毛利氏?, Mōri-shi) fu clan del Giappone medievale. Famiglia di daimyō della provincia di Ōmi discendendete dallo Uda Genji attraverso Namazue Takahisa, terzo figlio di Rokkaku Mitsutsuna. Avevano la propria roccaforte nel castello di Namazue. Servitori del clan Rokkaku durante il periodo Sengoku, divennero servitori di Oda Nobunaga quando quest'ultimo conquistò le terre dei Rokkaku tra il 1568 e il 1570. La famiglia, inizialmente chiamata Mori, in seguito assunse il nome Mōri.

## Membri importanti del clan
- Mōri Takamasa (毛利 高政?; 1559 - 1628) figlio di Mōri Takatsugu il quale era un servitore di Oda Nobunaga, venne messo sotto il comando di Toyotomi Hideyoshi. Prese parte alla maggiori campagne di Hideyoshi, comprese Kyūshū, Odawara e le spedizione in Corea e per i suoi servizi ricevette, nel 1587, il feudo di Saeki (Bungo, 60.000 koku)[3]. Nel 1600 si schierò contro Tokugawa Ieyasu ma si arrese prima della principale battaglia di Sekigahara. Grazie all'intercessione di Tōdō Takatora riuscì a mantenere parte del suo feudo e le sue entrate vennero ridotte a 20.000 koku. Nel 1601 iniziò la costruzione del nuovo castello di Saeki in una posizione più strategica vicino al mare[4], opera che venne completata nel 1606. Partecipò marginalmente all'assedio di Osaka assistendo le forze Tokugawa. I suoi discendenti risiedettero a Saeki fino alla restaurazione Meiji e divennero visconti dopo l'abolizione del sistema han.